# Roman Kochanowski

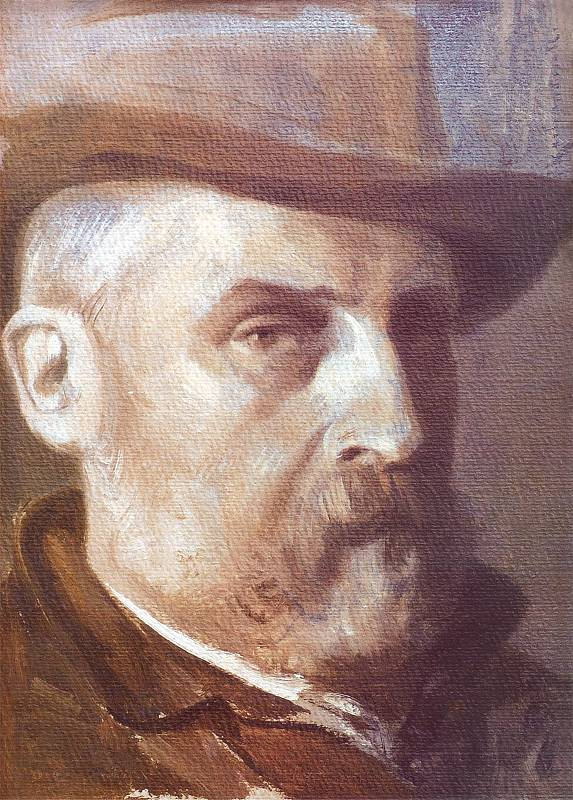
Chân dung tự họa (1900)

Roman Kochanowski (sinh ngày 28 tháng 2 năm 1857 tại Kraków - mất ngày 3 tháng 8 năm 1945) là một họa sĩ và họa sĩ minh họa người Ba Lan sống ở Đức. Ông nổi tiếng nhất với các tác phẩm tranh phong cảnh, dù đôi khi ông cũng vẽ tranh chân dung.

## Tiểu sử
Cha ông là một thợ thủ công khá giả. Lúc đầu ông theo học lớp vẽ của họa sĩ Maksymilian Cercha. Năm 1874, Kochanowski bắt đầu học tại Học viện Mỹ thuật Kraków, làm học trò của các họa sĩ Władysław Łuszczkiewicz và Henryk Grabiński.

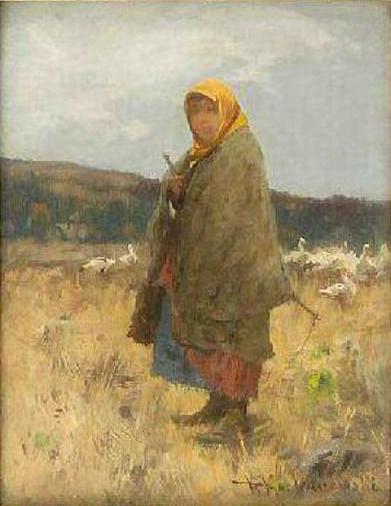
Cô gái chăn ngỗng

Năm 1875, ông chuyển đến Học viện Mỹ thuật ở Vienna và trở thành học trò của Christian Griepenkerl. Trong các năm 1876-1878, Kochanowski học vẽ tranh phong cảnh, làm học trò của Eduard von Lichtenfels. Trong thời gian ở Vienna, ông vẫn tổ chức triển lãm tranh tại quê hương cùng Hội những người bạn Mỹ thuật Kraków và các hiệp hội tương tự ở Warsaw và Lwów. Năm 1881, Kochanowski chuyển đến Munich. Năm 1892, ông kết hôn và định cư tại Munich đến cuối đời, mặc dù ông vẫn giữ liên lạc chặt chẽ với Ba Lan.
Trong sự nghiệp của mình, Kochanowski tổ chức nhiều triển lãm trên phạm vi quốc tế bao gồm Vienna (1886-1899), Salzburg (1891, 1895) và London (1891). Năm 1888, tại một triển lãm ở Vienna, bức tranh "Mùa đông ở Ba Lan" của ông đã được Hoàng đế Franz Joseph I mua. Kochanowski là một trong những họa sĩ Ba Lan vẽ minh họa cho Chế độ quân chủ Áo-Hung bằng từ ngữ và hình ảnh (Kronprinzenwerk), một bộ bách khoa toàn thư gồm 24 tập. Ông cũng thường xuyên vẽ minh họa cho các tập san của Ba Lan, trong đó đáng chú ý là tập san Tygodnik Ilustrowany.

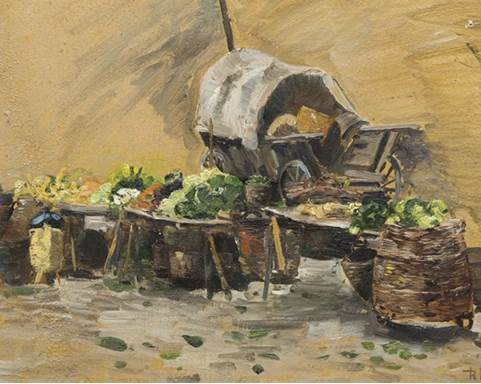
Quầy hàng ở chợ

Kochanowski là thành viên của "Munich Kunstverein" (hiệp hội mỹ thuật) và "Künstlergenossenschaft" (hiệp hội hợp tác xã). Từ năm 1901, ông làm giám khảo cho các cuộc thi của họ.  Năm 1906, ông gia nhập "Union Internationale des Beaux-Art".
Năm 1951, con trai ông đã tặng một bộ sưu tập lớn các tác phẩm của ông cho Bảo tàng Quốc gia, Warsaw. Năm 2009, Bảo tàng Lịch sử Kraków đã tổ chức tưởng niệm các tác phẩm tranh và cuộc đời của Kochanowski, triển lãm nhiều tài liệu và kỷ vật của ông.